# Яр Гнилий
Яр Гнилий — балка (річка) в Україні у Шевченківській селищній громаді Куп'янського району Харківської області. Ліва притока річки Середньої Балаклійки (басейн Сіверського Дінця).

## Опис
Довжина балки приблизно 4 км, найкоротша відстань між витоком і гирлом — 3,6 км, коефіцієнт звивистості річки — 1,1. Формується декількома струмками та загатами. На деяких ділянках балка пересихає.

## Розташування
Бере початок на південному заході від села Сумське. Тече переважно на захід і у селі Семенівка впадає в річку Середню Балаклійку, праву притоку річки Балаклійки.

## Притоки
- Полковничий яр - права притока. Бере початок на заході від села Ставище, тече переважно на північний захід і впадає у Яр Гнилий на сході від села Семенівка[4]